# Iberoamèrica

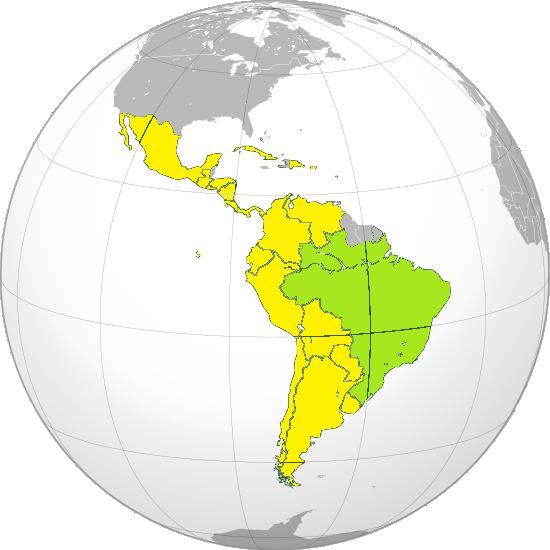
Mapa d'iberoamèrica. En groc països de parla castellana, en verd països lusòfons.

Iberoamèrica és un terme que designa el conjunt de països d'Amèrica que abans van formar part de les colònies dels regnes de la península Ibèrica, és a dir, d'Espanya i Portugal. Com a tal, no coincideix exactament amb els conceptes de Llatinoamèrica i Hispanoamèrica.
Els països que componen Iberoamèrica són:
- Argentina
- Bolívia
- Brasil
- Colòmbia
- Costa Rica
- Cuba
- Equador
- El Salvador
- Guatemala
- Hondures
- Mèxic
- Nicaragua
- Panamà
- Paraguai
- Perú
- República Dominicana
- Uruguai
- Veneçuela
- Xile

Des de 1990 es realitza anualment la Cimera Iberoamericana amb la intenció de crear en el futur una Comunitat de Nacions Iberoamericanes.
A més d'aquests països, una altra definició hi inclou també Espanya i Portugal, que participen, com també Andorra, a la Cimera Iberoamericana.